# سمنة أمريكي شمالي

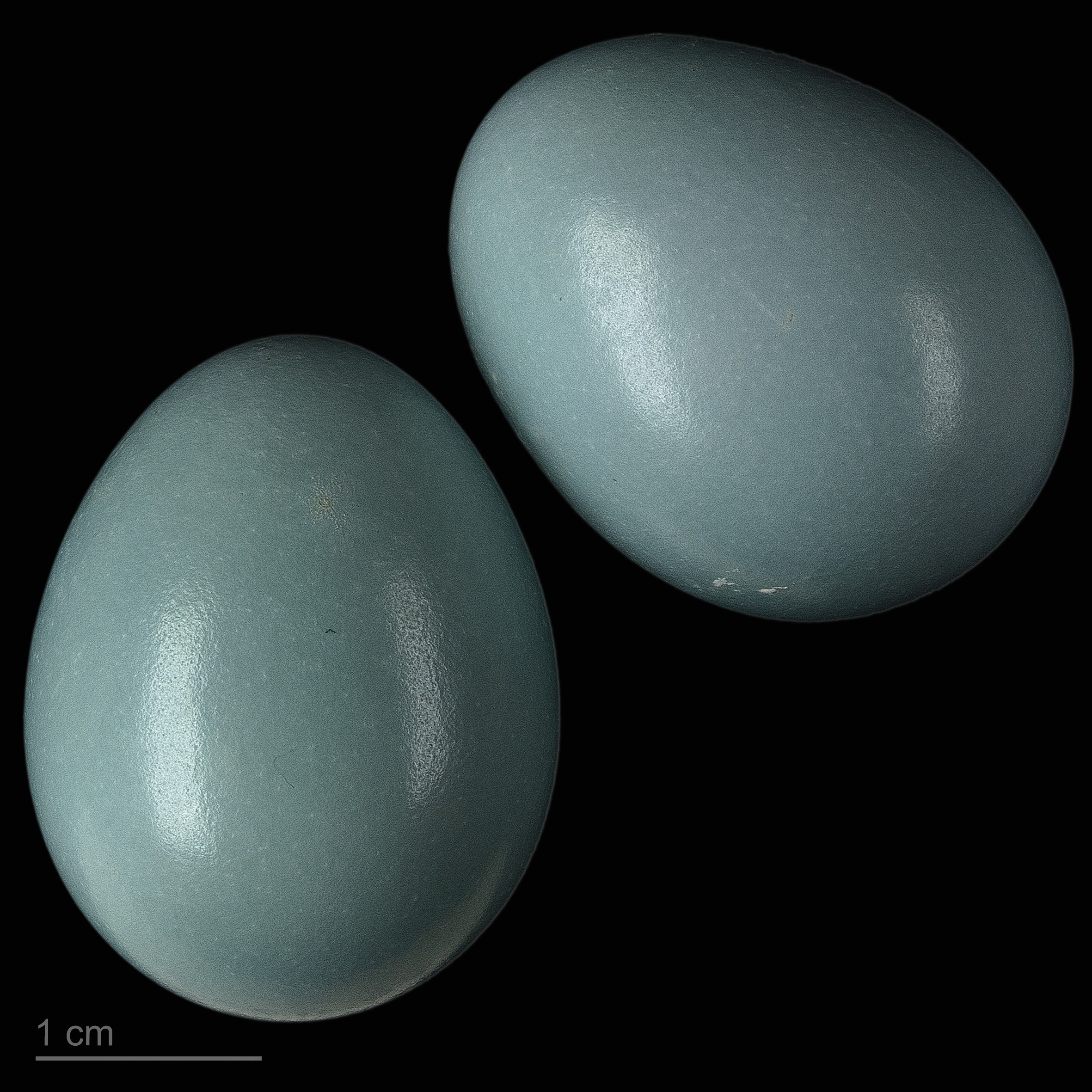
Turdus migratorius

السمنة الأمريكي الشمالي أو طير أبو الحناء الأمريكي (الاسم العلمي: Turdus migratorius) هو طائر مغرد يتبع جنس السمنة (باللاتينية: Turdus). يتميز بوجود اللون الأحمر-البرتقالي تحت جناحيه. لون منقاره أصفر.